# John Machin
John Machin, född ca 1686, död 9 juni 1751, var en engelsk astronom och matematiker.
Machin var professor i astronomi vid Gresham College i London och blev känd för sin metod att beräkna talet pi (π) med den nu berömda formeln (Machins formel)
{\displaystyle {\frac {\pi }{4}}=4\arctan {\frac {1}{5}}-\arctan {\frac {1}{239}},}
kombinerad med Taylorserien för arctan. Med hjälp av denna formel blev Machin den förste att 1706 beräkna π med 100 decimaler. Senare lyckades 1800-talets matematiker beräkna π med hundratals decimaler för hand.